# Rapid Fire (videogioco)
Rapid Fire è un videogioco sparatutto a scorrimento orizzontale pubblicato nel 1987 per Commodore 64 e ZX Spectrum dalla Mastertronic. Si controlla un agente a piedi, armato di fucile mitragliatore, all'interno di un edificio. Era un semplice titolo a basso costo, che il più delle volte non ottenne buone recensioni.

## Modalità di gioco
Il gioco si svolge dentro un magazzino che fa da base a un'organizzazione criminale. Il protagonista deve attraversare cinque livelli a scorrimento orizzontale verso destra. La visuale è di lato, con il personaggio sempre al centro dello schermo, che può spostarsi solo in orizzontale.
Oltre a correre si può saltare e abbassarsi. Il salto serve per schivare i proiettili bassi o per liberarsi se afferrati dai nemici; non ci sono altrimenti ostacoli o dislivelli. Si può sparare con munizioni infinite, anche in diagonale verso l'alto o mentre si è abbassati, ma se si spara eccessivamente il fucile si surriscalda e smette di funzionare per un po'. L'agente ha cinque vite e per ciascuna una riserva di energia rappresentata da una sacca di sangue, che si autoricarica lentamente col tempo.
I nemici arrivano da entrambi i lati e sono criminali disarmati che afferrano l'agente e lo feriscono progressivamente, oppure granate, missili e fiammate che possono viaggiare a due diverse altezze. Più avanti compaiono anche criminali armati su una passerella in alto, che sparano verso il basso. Al termine di ogni livello si deve distruggere un supercomputer colpendone il punto debole in una ventola. 